# Tour d'Estonie 2015
La 3e édition du Tour d'Estonie a eu lieu du 29 au 30 mai 2015. La course fait partie du calendrier UCI Europe Tour 2015 en catégorie 2.1.
Elle a été remportée par l'Estonien Martin Laas (Équipe nationale d'Estonie), vainqueur de la première étape, respectivement sept et dix secondes devant le Grec Ioánnis Tamourídis (Synergy Baku Project) et le Suédois Gustav Höög (Équipe nationale de Suède).
Laas remporte également le classement par points et celui de meilleur jeune tandis que le Letton Viesturs Lukševics (Alpha Baltic-Maratoni.lv) gagne celui de la montagne et que la formation ukrainienne Kolss-BDC termine meilleure équipe.

## Présentation

### Équipes
Classé en catégorie 2.1 de l'UCI Europe Tour, le Tour d'Estonie est par conséquent ouvert aux WorldTeams dans la limite de 50 % des équipes participantes, aux équipes continentales professionnelles, aux équipes continentales et aux équipes nationales.
Seize équipes participent à ce Tour d'Estonie - deux équipes continentales professionnelles, onze équipes continentales et trois équipes nationales :
| Équipes continentales professionnelles | Équipes continentales professionnelles | Équipes continentales professionnelles |
| Nom de l'équipe                        | Pays                                   | Code                                   |
| -------------------------------------- | -------------------------------------- | -------------------------------------- |
| Novo Nordisk                           | États-Unis                             | TNN                                    |
| RusVelo                                | Russie                                 | RVL                                    |

| Équipes continentales    | Équipes continentales | Équipes continentales |
| Nom de l'équipe          | Pays                  | Code                  |
| ------------------------ | --------------------- | --------------------- |
| Alpha Baltic-Maratoni.lv | Lettonie              | ALB                   |
| Amore & Vita-Selle SMP   | Ukraine               | AMO                   |
| Bike Aid                 | Allemagne             | BAI                   |
| CK Banská Bystrica       | Slovaquie             | CKB                   |
| Frøy Bianchi             | Norvège               | FRB                   |
| Kolss-BDC                | Ukraine               | KLS                   |
| LKT Brandenburg          | Allemagne             | LKT                   |
| Rad-net Rose             | Allemagne             | RNR                   |
| Rietumu-Delfin           | Lettonie              | RBD                   |
| Riwal Platform           | Danemark              | RIW                   |
| Synergy Baku Project     | Azerbaïdjan           | BCP                   |

| Équipes nationales           | Équipes nationales | Équipes nationales |
| Nom de l'équipe              | Pays               | Code               |
| ---------------------------- | ------------------ | ------------------ |
| Équipe nationale d'Estonie   | Estonie            | EST                |
| Équipe nationale de Finlande | Finlande           | FIN                |
| Équipe nationale de Suède    | Suède              | SWE                |

## Étapes
| Étape     | Date   | Villes étapes   |                 | Distance (km) | Vainqueur d’étape | Leader du classement général |
| --------- | ------ | --------------- | --------------- | ------------- | ----------------- | ---------------------------- |
| 1re étape | 29 mai | Tallinn - Tartu | Étape de plaine | 197,2         | Martin Laas       | Martin Laas                  |
| 2e étape  | 30 mai | Tartu - Tartu   | Étape de plaine | 150           | Mattia Gavazzi    | Martin Laas                  |

## Déroulement de la course

### 1reétape
| Classement de l'étape | Classement de l'étape | Classement de l'étape | Classement de l'étape      | Classement de l'étape |
|                       | Coureur               | Pays                  | Équipe                     | Temps                 |
| --------------------- | --------------------- | --------------------- | -------------------------- | --------------------- |
| 1er                   | Martin Laas           | Estonie               | Équipe nationale d'Estonie | en 4 h 30 min 32 s    |
| 2e                    | Ioánnis Tamourídis    | Grèce                 | Synergy Baku Project       | + 0 s                 |
| 3e                    | Gustav Höög           | Suède                 | Équipe nationale de Suède  | + 0 s                 |
| 4e                    | Martijn Verschoor     | Pays-Bas              | Novo Nordisk               | + 0 s                 |
| 5e                    | Anders Kristoffersen  | Norvège               | Frøy Bianchi               | + 0 s                 |
| 6e                    | Błażej Janiaczyk      | Pologne               | Kolss-BDC                  | + 0 s                 |
| 7e                    | Ivan Balykin          | Russie                | RusVelo                    | + 0 s                 |
| 8e                    | Kasper Linde          | Danemark              | Riwal Platform             | + 0 s                 |
| 9e                    | Paolo Lunardon        | Italie                | Amore & Vita-Selle SMP     | + 8 s                 |
| 10e                   | Oleksandr Golovash    | Ukraine               | Kolss-BDC                  | + 45 s                |
| modifier              |                       |                       |                            |                       |

| Classement général | Classement général   | Classement général | Classement général         | Classement général |
|                    | Coureur              | Pays               | Équipe                     | Temps              |
| ------------------ | -------------------- | ------------------ | -------------------------- | ------------------ |
| 1er                | Martin Laas          | Estonie            | Équipe nationale d'Estonie | en 4 h 30 min 20 s |
| 2e                 | Ioánnis Tamourídis   | Grèce              | Synergy Baku Project       | + 5 s              |
| 3e                 | Gustav Höög          | Suède              | Équipe nationale de Suède  | + 8 s              |
| 4e                 | Błażej Janiaczyk     | Pologne            | Kolss-BDC                  | + 9 s              |
| 5e                 | Martijn Verschoor    | Pays-Bas           | Novo Nordisk               | + 12 s             |
| 6e                 | Anders Kristoffersen | Norvège            | Frøy Bianchi               | + 12 s             |
| 7e                 | Ivan Balykin         | Russie             | RusVelo                    | + 12 s             |
| 8e                 | Kasper Linde         | Danemark           | Riwal Platform             | + 12 s             |
| 9e                 | Paolo Lunardon       | Italie             | Amore & Vita-Selle SMP     | + 20 s             |
| 10e                | Andris Smirnovs      | Lettonie           | Rietumu-Delfin             | + 55 s             |
| modifier           |                      |                    |                            |                    |

### 2eétape
| Classement de l'étape | Classement de l'étape | Classement de l'étape | Classement de l'étape      | Classement de l'étape |
|                       | Coureur               | Pays                  | Équipe                     | Temps                 |
| --------------------- | --------------------- | --------------------- | -------------------------- | --------------------- |
| 1er                   | Mattia Gavazzi        | Italie                | Amore & Vita-Selle SMP     | en 3 h 28 min 35 s    |
| 2e                    | Pascal Ackermann      | Allemagne             | Rad-net Rose               | m.t                   |
| 3e                    | Andris Smirnovs       | Lettonie              | Rietumu-Delfin             | m.t                   |
| 4e                    | Kersten Thiele        | Allemagne             | Rad-net Rose               | m.t                   |
| 5e                    | Martin Laas           | Estonie               | Équipe nationale d'Estonie | m.t                   |
| 6e                    | Błażej Janiaczyk      | Pologne               | Kolss-BDC                  | m.t                   |
| 7e                    | Rino Zampilli         | Italie                | Amore & Vita-Selle SMP     | m.t                   |
| 8e                    | Maksym Averin         | Azerbaïdjan           | Synergy Baku Project       | m.t                   |
| 9e                    | Andriy Kulyk          | Ukraine               | Kolss-BDC                  | m.t                   |
| 10e                   | Ivan Balykin          | Russie                | RusVelo                    | m.t                   |
| modifier              |                       |                       |                            |                       |

## Classements finals

### Classement général final
| Classement général final | Classement général final | Classement général final | Classement général final   | Classement général final |
|                          | Coureur                  | Pays                     | Équipe                     | Temps                    |
| ------------------------ | ------------------------ | ------------------------ | -------------------------- | ------------------------ |
| 1er                      | Martin Laas              | Estonie                  | Équipe nationale d'Estonie | en 7 h 58 min 53 s       |
| 2e                       | Ioánnis Tamourídis       | Grèce                    | Synergy Baku Project       | + 7 s                    |
| 3e                       | Gustav Höög              | Suède                    | Équipe nationale de Suède  | + 10 s                   |
| 4e                       | Błażej Janiaczyk         | Pologne                  | Kolss-BDC                  | + 11 s                   |
| 5e                       | Martijn Verschoor        | Pays-Bas                 | Novo Nordisk               | + 13 s                   |
| 6e                       | Ivan Balykin             | Russie                   | RusVelo                    | + 14 s                   |
| 7e                       | Anders Kristoffersen     | Norvège                  | Frøy Bianchi               | + 14 s                   |
| 8e                       | Kasper Linde             | Danemark                 | Riwal Platform             | + 14 s                   |
| 9e                       | Paolo Lunardon           | Italie                   | Amore & Vita-Selle SMP     | + 22 s                   |
| 10e                      | Andris Smirnovs          | Lettonie                 | Rietumu-Delfin             | + 53 s                   |
| modifier                 |                          |                          |                            |                          |

### Classements annexes
| Classement par points | Classement par points | Classement par points | Classement par points      | Classement par points |
| --------------------- | --------------------- | --------------------- | -------------------------- | --------------------- |
|                       | Coureur               | Pays                  | Équipe                     | Point(s)              |
| 1er                   | Martin Laas           | Estonie               | Équipe nationale d'Estonie | 24 points             |
| 2e                    | Błażej Janiaczyk      | Pologne               | Kolss-BDC                  | 15 pts                |
| 3e                    | Andris Smirnovs       | Lettonie              | Rietumu-Delfin             | 13 pts                |
| modifier              |                       |                       |                            |                       |

| Classement de la montagne | Classement de la montagne | Classement de la montagne | Classement de la montagne | Classement de la montagne |
| ------------------------- | ------------------------- | ------------------------- | ------------------------- | ------------------------- |
|                           | Coureur                   | Pays                      | Équipe                    | Point(s)                  |
| 1er                       | Viesturs Lukševics        | Lettonie                  | Alpha Baltic-Maratoni.lv  | 3 points                  |
| 2e                        | Christopher Williams      | Australie                 | Novo Nordisk              | 3 pts                     |
| 3e                        | Ivan Balykin              | Russie                    | RusVelo                   | 3 pts                     |
| modifier                  |                           |                           |                           |                           |

| Classement du meilleur jeune | Classement du meilleur jeune | Classement du meilleur jeune | Classement du meilleur jeune | Classement du meilleur jeune |
|                              | Coureur                      | Pays                         | Équipe                       | Temps                        |
| ---------------------------- | ---------------------------- | ---------------------------- | ---------------------------- | ---------------------------- |
| 1er                          | Martin Laas                  | Estonie                      | Équipe nationale d'Estonie   | en 7 h 58 min 53 s           |
| 2e                           | Gustav Höög                  | Suède                        | Équipe nationale de Suède    | + 10 s                       |
| 3e                           | Anders Kristoffersen         | Norvège                      | Frøy Bianchi                 | + 14 s                       |
| modifier                     |                              |                              |                              |                              |

| Classement par équipes | Classement par équipes | Classement par équipes | Classement par équipes |
|                        | Équipe                 | Pays                   | Temps                  |
| ---------------------- | ---------------------- | ---------------------- | ---------------------- |
| 1re                    | Kolss-BDC              | Ukraine                | en 23 h 58 min 52 s    |
| 2e                     | Novo Nordisk           | États-Unis             | + 1 s                  |
| 3e                     | Frøy Bianchi           | Norvège                | + 1 s                  |
| modifier               |                        |                        |                        |

### UCI Europe Tour
Ce Tour d'Estonie attribue des points pour l'UCI Europe Tour 2015, par équipes seulement aux coureurs des équipes continentales professionnelles et continentales, individuellement à tous les coureurs sauf ceux faisant partie d'une équipe ayant un label WorldTeam.
| Position,          | 1er | 2e | 3e | 4e | 5e | 6e | 7e | 8e | 9e | 10e | 11e | 12e |
| Classement général | 80  | 56 | 32 | 24 | 20 | 16 | 12 | 8  | 7  | 6   | 5   | 3   |
| Par étape          | 16  | 11 | 6  | 5  | 4  | 2  |    |    |    |     |     |     |
| Leader, par étape  | 8   |    |    |    |    |    |    |    |    |     |     |     |

| Cycliste             | Équipe                     | Général | Étape | Leader | Total |
| -------------------- | -------------------------- | ------- | ----- | ------ | ----- |
| Martin Laas          | Équipe nationale d'Estonie | 80      | 20    | 8      | 108   |
| Ioánnis Tamourídis   | Synergy Baku Project       | 56      | 11    | -      | 67    |
| Gustav Höög          | Équipe nationale de Suède  | 32      | 6     | -      | 38    |
| Błażej Janiaczyk     | Kolss-BDC                  | 24      | 4     | -      | 28    |
| Martijn Verschoor    | Novo Nordisk               | 20      | 5     | -      | 25    |
| Pascal Ackermann     | Rad-net Rose               | 5       | 11    | -      | 16    |
| Ivan Balykin         | RusVelo                    | 16      | -     | -      | 16    |
| Mattia Gavazzi       | Amore & Vita-Selle SMP     | -       | 16    | -      | 16    |
| Anders Kristoffersen | Frøy Bianchi               | 12      | 4     | -      | 16    |
| Andris Smirnovs      | Rietumu-Delfin             | 6       | 6     | -      | 12    |
| Kasper Linde         | Riwal Platform             | 8       | -     | -      | 8     |
| Paolo Lunardon       | Amore & Vita-Selle SMP     | 7       | -     | -      | 7     |
| Kersten Thiele       | Rad-net Rose               | -       | 5     | -      | 5     |
| Mamyr Stash          | RusVelo                    | 3       | -     | -      | 3     |

## Évolution des classements
| Étape              | Vainqueur          | Classement général | Classement par points | Classement de la montagne | Classement du meilleur jeune | Classement par équipes |
| ------------------ | ------------------ | ------------------ | --------------------- | ------------------------- | ---------------------------- | ---------------------- |
| 1                  | Martin Laas        | Martin Laas        | Martin Laas           | Ivan Balykin              | Martin Laas                  | Kolss-BDC              |
| 2                  | Mattia Gavazzi     | Martin Laas        | Martin Laas           | Viesturs Lukševics        | Martin Laas                  | Kolss-BDC              |
| Classements finals | Classements finals | Martin Laas        | Martin Laas           | Viesturs Lukševics        | Martin Laas                  | Kolss-BDC              |

## Liste des participants
- Liste de départ complète

| Légende                             | Légende                                                                                                  | Légende                                | Légende                                                                                                  |
| ----------------------------------- | --- | -------------------------------------- | --- |
| Num                                 | Dossard de départ porté par le coureur sur ce Tour d'Estonie                                             | Pos                                    | Position finale au classement général                                                                    |
| Leader du classement général        | Indique le vainqueur du classement général                                                               | Leader du classement par points        | Indique le vainqueur du classement par points                                                            |
| Leader du classement de la montagne | Indique le vainqueur du classement de la montagne                                                        | Leader du classement du meilleur jeune | Indique le vainqueur du classement du meilleur jeune                                                     |
|                                     | Indique un maillot de champion national ou mondial, suivi de sa spécialité                               | #                                      | Indique la meilleure équipe                                                                              |
| NP                                  | Indique un coureur qui n'a pas pris le départ d'une étape, suivi du numéro de l'étape où il s'est retiré | AB                                     | Indique un coureur qui n'a pas terminé une étape, suivi du numéro de l'étape où il s'est retiré          |
| HD                                  | Indique un coureur qui a terminé une étape hors des délais, suivi du numéro de l'étape                   | *                                      | Indique un coureur en lice pour le classement du meilleur jeune (coureurs nés après le 1er janvier 1993) |

| Équipe nationale d'Estonie EST | Équipe nationale d'Estonie EST | Équipe nationale d'Estonie EST |
| ------------------------------ | ------------------------------ | ------------------------------ |
| Num                            | Coureur                        | Pos                            |
| 1                              | Mihkel Räim (EST)*             | 66e                            |
| 2                              | Risto Raid (EST)               | 37e                            |
| 3                              | Norman Vahtra (EST)*           | 17e                            |
| 4                              | Ekke-Kaur Vosman (EST)*        | 65e                            |
| 5                              | Josten Vaidem (EST)*           | 35e                            |
| 6                              | Timmo Jeret (EST)*             | 51e                            |
| 7                              | Martin Laas (EST)*             | 1er                            |
| 8                              | Peeter Pung (EST)*             | 80e                            |
| Directeur sportif : Toivo Suvi |                                |                                |

| RusVelo RVL                           | RusVelo RVL               | RusVelo RVL |
| ------------------------------------- | ------------------------- | ----------- |
| Num                                   | Coureur                   | Pos         |
| 11                                    | Ivan Balykin (RUS)        | 6e          |
| 12                                    | Igor Boev (RUS)           | 29e         |
| 13                                    | Roman Kustadinchev (RUS)* | 46e         |
| 14                                    | Artem Nych (RUS)*         | 69e         |
| 15                                    | Mamyr Stash (RUS)*        | 12e         |
| 16                                    | Alexander Serov (RUS)     | 41e         |
| 17                                    |                           |             |
| 18                                    |                           |             |
| Directeur sportif : Alexander Efimkin |                           |             |

| Novo Nordisk TNN                    | Novo Nordisk TNN           | Novo Nordisk TNN |
| ----------------------------------- | -------------------------- | ---------------- |
| Num                                 | Coureur                    | Pos              |
| 21                                  | Christopher Williams (AUS) | 79e              |
| 22                                  | Joonas Henttala (FIN)      | 32e              |
| 23                                  | Martijn Verschoor (NED)    | 5e               |
| 24                                  | Gerd de Keijzer (NED)*     | 67e              |
| 25                                  | Benjamin Dilley (USA)      | AB-1             |
| 26                                  | James Glasspool (AUS)      | 73e              |
| 27                                  | Andrea Peron (ITA)         | 15e              |
| 28                                  | Simon Strobel (GER)        | 82e              |
| Directeur sportif : Pavel Cherkasov |                            |                  |

| Amore & Vita-Selle SMP AMO             | Amore & Vita-Selle SMP AMO | Amore & Vita-Selle SMP AMO |
| -------------------------------------- | -------------------------- | -------------------------- |
| Num                                    | Coureur                    | Pos                        |
| 31                                     | Mattia Gavazzi (ITA)       | 42e                        |
| 32                                     | Rino Zampilli (ITA)        | 31e                        |
| 33                                     | Paolo Lunardon (ITA)       | 9e                         |
| 34                                     | Volodymyr Kogut (UKR)      | 21e                        |
| 35                                     | Volodymyr Fredyuk (UKR)    | AB-2                       |
| 36                                     | Sergii Movchan (UKR)*      | 59e                        |
| 37                                     |                            |                            |
| 38                                     |                            |                            |
| Directeur sportif : Volodymyr Starchyk |                            |                            |

| Frøy Bianchi FRB                       | Frøy Bianchi FRB             | Frøy Bianchi FRB |
| -------------------------------------- | ---------------------------- | ---------------- |
| Num                                    | Coureur                      | Pos              |
| 41                                     | Oddbjørn Andersen (NOR)      | NP-2             |
| 42                                     | Jon Soeveras Breivold (NOR)* | 22e              |
| 43                                     | Damien Garcia (FRA)          | AB-2             |
| 44                                     | Nikolai Tefre (NOR)*         | 18e              |
| 45                                     | Anders Kristoffersen (NOR)*  | 7e               |
| 46                                     |                              |                  |
| 47                                     |                              |                  |
| 48                                     |                              |                  |
| Directeur sportif : Carl Erik Pedersen |                              |                  |

| LKT Brandenburg LKT             | LKT Brandenburg LKT | LKT Brandenburg LKT |
| ------------------------------- | ------------------- | ------------------- |
| Num                             | Coureur             | Pos                 |
| 51                              | Jasper Frahm (GER)* | 62e                 |
| 52                              | Leon Berger (GER)*  | 70e                 |
| 53                              | Tim Reske (GER)*    | 45e                 |
| 54                              | Leon Rohde (GER)*   | 60e                 |
| 55                              | Louis Rohde (GER)*  | 48e                 |
| 56                              |                     |                     |
| 57                              |                     |                     |
| 58                              |                     |                     |
| Directeur sportif : Michael Max |                     |                     |

| Rietumu-Delfin RBD                | Rietumu-Delfin RBD             | Rietumu-Delfin RBD |
| --------------------------------- | ------------------------------ | ------------------ |
| Num                               | Coureur                        | Pos                |
| 61                                | Armands Bēcis (LAT)            | AB-2               |
| 62                                | Andris Smirnovs (LAT)          | 10e                |
| 63                                | Reijo Puhm (EST)               | 20e                |
| 64                                | Andris Vosekalns (LAT) (Route) | 43e                |
| 65                                | Krists Neilands (LAT)*         | 50e                |
| 66                                | Aleksandrs Rubļevskis (LAT)*   | 83e                |
| 67                                | Deins Kaņepējs (LAT)*          | 49e                |
| 68                                | Reijo Puhm (EST)               | 61e                |
| Directeur sportif : Linards Veide |                                |                    |

| Alpha Baltic-Maratoni.lv ALB           | Alpha Baltic-Maratoni.lv ALB | Alpha Baltic-Maratoni.lv ALB |
| -------------------------------------- | ---------------------------- | ---------------------------- |
| Num                                    | Coureur                      | Pos                          |
| 71                                     | Māris Bogdanovičs (LAT)      | 64e                          |
| 72                                     | Mārtiņš Trautmanis (LAT)     | 63e                          |
| 73                                     | Viesturs Lukševics (LAT)     | 23e                          |
| 74                                     | Kaspars Sergis (LAT)         | AB-2                         |
| 75                                     | Kristofers Rācenājs (LAT)    | 74e                          |
| 76                                     | Mārtiņš Savickis (LAT)*      | AB-1                         |
| 77                                     | Lauris Spillers (LAT)        | AB-1                         |
| 78                                     | Ingus Eislers (LAT)          | AB-1                         |
| Directeur sportif : Kristaps Rakštelis |                              |                              |

| Synergy Baku Project BCP | Synergy Baku Project BCP    | Synergy Baku Project BCP |
| ------------------------ | --------------------------- | ------------------------ |
| Num                      | Coureur                     | Pos                      |
| 81                       | Matej Mugerli (SLO) (Route) | 27e                      |
| 82                       | Maksym Averin (AZE) (Route) | 16e                      |
| 83                       | Elgün Alizada (AZE)*        | 75e                      |
| 84                       | Ioánnis Tamourídis (GRE)    | 2e                       |
| 85                       | Oleksandr Surutkovych (UKR) | 26e                      |
| 86                       | Elchin Asadov (AZE)         | 30e                      |
| 87                       | Ismail Iliasov (AZE)*       | 71e                      |
| 88                       | Enver Asanov (AZE)*         | 52e                      |
| Directeur sportif : ?    |                             |                          |

| CK Banská Bystrica CKB             | CK Banská Bystrica CKB | CK Banská Bystrica CKB |
| ---------------------------------- | ---------------------- | ---------------------- |
| Num                                | Coureur                | Pos                    |
| 91                                 | Martin Fraňo (SVK)     | AB-2                   |
| 92                                 | Jaroslav Chalas (SVK)  | AB-1                   |
| 93                                 | Šimon Vozár (SVK)*     | AB-1                   |
| 94                                 | Jozef Palčák (SVK)     | AB-2                   |
| 95                                 | Ivan Viglaský (SVK)    | 84e                    |
| 96                                 | Jakub Vančo (SVK)*     | AB-1                   |
| 97                                 |                        |                        |
| 98                                 |                        |                        |
| Directeur sportif : Livia Hanesova |                        |                        |

| Rad-net Rose RNR               | Rad-net Rose RNR         | Rad-net Rose RNR |
| ------------------------------ | ------------------------ | ---------------- |
| Num                            | Coureur                  | Pos              |
| 101                            | Theo Reinhardt (GER)     | 40e              |
| 102                            | Maximilian Beyer (GER)*  | 78e              |
| 103                            | Mario Vogt (GER)         | AB-1             |
| 104                            | Pascal Ackermann (GER)*  | 11e              |
| 105                            | Kersten Thiele (GER)     | 14e              |
| 106                            | Domenic Weinstein (GER)* | AB-1             |
| 107                            |                          |                  |
| 108                            |                          |                  |
| Directeur sportif : Sven Meyer |                          |                  |

| Bike Aid BAI                  | Bike Aid BAI              | Bike Aid BAI |
| ----------------------------- | ------------------------- | ------------ |
| Num                           | Coureur                   | Pos          |
| 111                           | Yannick Mayer (GER)       | 24e          |
| 112                           | Christoph Schweizer (GER) | 58e          |
| 113                           | Joschka Beck (GER)*       | 19e          |
| 114                           | Daniel Bichlmann (GER)    | 44e          |
| 115                           | Jacob Schwingboth (CAN)   | AB-2         |
| 116                           | Fabian Fritz (GER)*       | AB-2         |
| 117                           |                           |              |
| 118                           |                           |              |
| Directeur sportif : Yves Beau |                           |              |

| Riwal Platform RIW                      | Riwal Platform RIW        | Riwal Platform RIW |
| --------------------------------------- | ------------------------- | ------------------ |
| Num                                     | Coureur                   | Pos                |
| 121                                     | Nikola Aistrup (DEN)      | 28e                |
| 122                                     | Mads Christensen (DEN)    | 81e                |
| 123                                     | Morten Øllegård (DEN)     | 47e                |
| 124                                     | Kasper Linde (DEN)        | 8e                 |
| 125                                     | Kaspar Schjønnemann (DEN) | 72e                |
| 126                                     | Jesper Mørkøv (DEN)       | 57e                |
| 127                                     | Rasmus Mygind (DEN)       | 36e                |
| 128                                     |                           |                    |
| Directeur sportif : Christian Ranneries |                           |                    |

| Kolss-BDC # KLS                       | Kolss-BDC # KLS           | Kolss-BDC # KLS |
| ------------------------------------- | ------------------------- | --------------- |
| Num                                   | Coureur                   | Pos             |
| 131                                   | Andriy Kulyk (UKR)        | 13e             |
| 132                                   | Oleksandr Golovash (UKR)  | 53e             |
| 133                                   | Błażej Janiaczyk (POL)    | 4e              |
| 134                                   | Vasyl Malynivskyi (UKR)   | 55e             |
| 135                                   | Adrian Banaszek (POL)*    | 38e             |
| 136                                   | Andrii Bratashchuk (UKR)  | AB-2            |
| 137                                   | Adrian Tekliński (POL)    | AB-1            |
| 138                                   | Kacper Gronkiewicz (UKR)* | AB-2            |
| Directeur sportif : Andriy Pryshchepa |                           |                 |

| Équipe nationale de Finlande FIN     | Équipe nationale de Finlande FIN | Équipe nationale de Finlande FIN |
| ------------------------------------ | -------------------------------- | -------------------------------- |
| Num                                  | Coureur                          | Pos                              |
| 141                                  | Oskari Vainionpää (FIN)*         | 54e                              |
| 142                                  | Juho Hänninen (FIN)*             | 68e                              |
| 143                                  | Hiski Kanerva (FIN)*             | AB-1                             |
| 144                                  | Jesse Kaislavuo (FIN)            | 56e                              |
| 145                                  | Samuel Pökälä (FIN)              | 39e                              |
| 146                                  | Matti Manninen (FIN)             | 25e                              |
| 147                                  | Roope Nurmi (FIN)*               | 77e                              |
| 148                                  | Aleksi Hänninen (FIN)*           | AB-1                             |
| Directeur sportif : Kari Myyryläinen |                                  |                                  |

| Équipe nationale de Suède SWE       | Équipe nationale de Suède SWE | Équipe nationale de Suède SWE |
| ----------------------------------- | ----------------------------- | ----------------------------- |
| Num                                 | Coureur                       | Pos                           |
| 151                                 | Hampus Anderberg (SWE)*       | 76e                           |
| 152                                 | Gustav Höög (SWE)*            | 3e                            |
| 153                                 | Lucas Eriksson (SWE)*         | 34e                           |
| 154                                 | Alexander Fåglum (SWE)*       | NP-2                          |
| 155                                 | Fredrik Johansson (SWE)       | AB-2                          |
| 156                                 | Kim Magnusson (SWE)           | 33e                           |
| 157                                 |                               |                               |
| 158                                 |                               |                               |
| Directeur sportif : Glenn Magnusson |                               |                               |